# Der Weg im Dunkel
Der Weg im Dunkel (Originaltitel: The Dark Angel) ist ein US-amerikanisches Filmdrama von Sidney Franklin, inszeniert im Jahr 1935. Das Drehbuch basiert auf einem Bühnenstück von Guy Bolton, das er unter seinem Pseudonym H. B. Trevelyan verfasste. Uraufgeführt wurde der Film am 5. September 1935 in New York. In Deutschland kam der Film nicht in die Kinos. Am 29. Mai 1981 wurde er erstmals im deutschen Fernsehen, in der ARD, ausgestrahlt.

## Handlung
Schon seit ihrer Kindheit sind die Cousins Gerald Shannon und Alan Trent mit Kitty Vane befreundet. Auch als Erwachsene sind sie unzertrennlich. Kittys aufrichtige Liebe gehört Alan, den sie heiraten will. Als 1914 England in den Krieg eintritt, werden Alan und Gerald eingezogen. Gerald, der ebenfalls etwas für Kitty empfindet, gibt beiden bei einem Heimaturlaub seinen Segen. Beide werden zur Front zurückgerufen, die geplante Hochzeit platzt. Die Nacht, bevor die Cousins nach Frankreich müssen, verbringt Kitty mit Alan. Heimlich gehen sie in ein Lokal, werden aber dort von Kittys Cousin Lawrence Bidley gesehen.
Als Gerald von der Nacht hört, leugnet Alan das Treffen mit Kitty, woraufhin beide Männer in Streit geraten. Gerald ist insgeheim immer noch eifersüchtig. Er schickt Alan auf eine gefährliche Mission, bei der dieser bei einer Explosion scheinbar umkommt. Kitty hat Alans Tod geahnt. Als Gerald ihr von seinen Schuldgefühlen erzählt, gesteht sie ihm, dass sie die Frau gewesen ist, die mit Alan in dem Lokal war.
Der Krieg endet, und Gerald kehrt nach England zurück. In der Zwischenzeit ist auch der totgeglaubte Alan nach England zurückgekommen. Doch er hat sich nicht gemeldet und lebt unter einem falschen Namen. Er ist im Krieg erblindet, darum will er weder seiner Familie noch Kitty mitteilen, dass er lebt. Mit der Zeit hat er als Autor von Kinderbüchern Erfolg. Er lebt auf dem Land, zu seinen neuen Freunden zählt auch Sir George Barton. Gerald hat alte Fotografien von Gerald und Kitty bei Alan gefunden, daher erkennt er sie bei einer Verlobungsmeldung.
Als Alan und George mit ein paar Dorfkindern angeln gehen, begegnen sie unvermittelt Gerald und Kitty. Gerald kümmert sich um Kitty, die bei einer Fuchsjagd vom Pferd gefallen ist. Beide bemerken Alan nicht. Doch George, der Gerald bei der Versorgung Kittys hilft, erzählt ihnen von einem Freund, der Bilder von ihnen hat. Gerald ahnt, dass es sich dabei um Alan handelt. Mit Kitty sucht er Alans Landhaus auf. Alan will kein Mitleid, also gibt er vor, sehen zu können. Er will aber nicht in sein altes Leben zurück. Gerald und Kitty kommen jedoch der Wahrheit auf die Spur. Kitty sucht Alan auf und erzählt ihm, dass sie nie aufgehört habe, ihn zu lieben. Sie umarmen sich und beschließen, für immer zusammenzubleiben.

## Kritiken
„Gepflegt inszenierter melodramatischer Hollywoodfilm.“

## Auszeichnungen
1936 wurde die Ausstattung von Richard Day mit dem Oscar ausgezeichnet. Die Hauptdarstellerin Merle Oberon, und die Tonaufnahmen von Thomas T. Moulton wurden für den Oscar nominiert.

## Hintergrund
- Das Bühnenstück wurde schon einmal 1925 als Stummfilm mit dem gleichen Titel von George Fitzmaurice mit Ronald Colman und Charles Lane verfilmt.
- Die Geschichte wurde von Lux Radio Theatre am 22. Juni 1936 als Hörspiel gesendet. Merle Oberon sprach die Rolle der Kitty, während Herbert Marshall diesmal die Rolle des Alan sprach.
- In diesem Film sollte zuerst Leslie Howard die Rolle des Alan spielen. Er war zu der Zeit der Lebensgefährte von Merle Oberon. Als das Paar sich trennte, stieg Howard aus dem Film aus und wurde dann erst von Fredric March ersetzt.
- Für Frieda Inescourt war es das Filmdebüt.